# Koalitions-Übergangsverwaltung

Siegel der Koalitions-Übergangsverwaltung

Die Übergangsverwaltung der Koalition im Irak (englisch Coalition Provisional Authority, CPA; arabisch سلطة الائتلاف المؤقتة, DMG Sulṭat al-Iʾtilāf al-Muʾaqqata) war die Übergangsregierung nach dem Irakkrieg von Koalitionstruppen besetzten Irak von April 2003 bis Juni 2004.
Die CPA entstand aus dem bereits im Januar 2003 eingerichteten Office for Reconstruction and Humanitarian Assistance (ORHA) unter Leitung von Jay Garner. Kurz nach ihrer Gründung als Abteilung des US-Verteidigungsministeriums am 21. April 2003 wurde Garner gegen Paul Bremer ausgetauscht, der den Posten des Übergangsverwalters bis zur Auflösung am 28. Juni 2004 innehatte. Zu den Aufgaben der CPA gehörte die Ausübung der gesamten administrativen (exekutiven, legislativen und judikativen) Befugnisse anstelle der gestürzten irakischen Regierung von Saddam Hussein mit Ausnahme von militärischen Operationen, die weiterhin vom CENTCOM sowie den militärischen Stellen der Allianz koordiniert wurden.
Die CPA hat unter anderem folgendes durchgeführt:
- Verwaltung des Entwicklungsfonds für den Irak, Nachfolger des Öl-für-Lebensmittel-Programms, und des Hilfs- und Wiederaufbaufonds für den Irak
- Bildung des irakischen Regierungsrats (22. Juli 2003)
- Privatisierung irakischer Betriebe
- Vergabe von Aufträgen zum Wiederaufbau der Infrastruktur

Am 28. Juli 2004 wurde die neugebildete Irakische Übergangsregierung mit der Wahrnehmung dieser Aufgaben betraut.